# Liste der Landschaftsschutzgebiete im Kreis Euskirchen
Die Liste der Landschaftsschutzgebiete im Kreis Euskirchen enthält die Landschaftsschutzgebiete des Kreises Euskirchen in Nordrhein-Westfalen.
| Bild | Nummer        | Bezeichnung des Gebietes                                                                   | Fläche in Hektar | WDPA-ID   | Koordinaten | Datum der Verordnung |
| ---- | ------------- | ------------------------------------------------------------------------------------------ | ---------------- | --------- | ----------- | -------------------- |
|      | LSG-5206-0013 | LSG-Relikte von Streuobstwiesen/- weiden in Erftniederung und Boerde                       | 11,57            | 555558649 | Position    | 2004                 |
|      | LSG-5206-0014 | LSG-Gruenlandrelikte in der Boerde                                                         | 7,56             | 555558650 | Position    | 2004                 |
|      | LSG-5206-0015 | LSG-Abbauflaechen                                                                          | 131,93           | 555558651 | Position    | 2004                 |
|      | LSG-5206-0016 | LSG-Biotopkomplex suedlich Lommersum                                                       | 39,03            | 555558652 | Position    | 2004                 |
|      | LSG-5206-0017 | LSG-Haus Boulig                                                                            | 3,82             | 555558653 | Position    | 2008                 |
|      | LSG-5206-0018 | LSG-Bleibachtal bei Oberwichterich und Frauenberg                                          | 88,07            | 555558654 | Position    | 2007                 |
|      | LSG-5206-0019 | LSG-Erfttal und Erftmuehlenbach bei Euskirchen                                             | 409,10           | 555558655 | Position    | 2007                 |
|      | LSG-5207-0002 | LSG-Swistbachniederung                                                                     | 183,66           | 555558657 | Position    | 2004                 |
|      | LSG-5207-0003 | LSG-Erftniederung                                                                          | 416,81           | 555558658 | Position    | 2004                 |
|      | LSG-5207-0005 | LSG-Laubmischwaelder des Ville-Westhanges                                                  | 312,65           | 555558659 | Position    | 2004                 |
|      | LSG-5207-0006 | LSG-Gewaesserlaeufe in der Boerde                                                          | 11,44            | 555558660 | Position    | 2004                 |
|      | LSG-5305-0007 | LSG-Gewaessersystem Rotbachniederung                                                       | 507,00           | 555558727 | Position    | 2008                 |
|      | LSG-5305-0008 | LSG-Neffelbachaue                                                                          | 101,77           | 555558728 | Position    | 2008                 |
|      | LSG-5305-0009 | LSG-Biotopkomplex am westlichen Stadtrand von Zuelpich                                     | 21,11            | 555558729 | Position    | 2008                 |
|      | LSG-5305-0010 | LSG-Wald/Gehoelzkomplex auf Braunkohlehalde / Bergschadengebiet Buschfeld                  | 75,14            | 555558730 | Position    | 2008                 |
|      | LSG-5305-0011 | LSG-Zuelpicher See                                                                         | 98,24            | 555558731 | Position    | 2008                 |
|      | LSG-5305-0012 | LSG-Eifelfluss bei Schwerfen und Rotbachniederung                                          | 503,28           | 555558732 | Position    | 2008                 |
|      | LSG-5305-0013 | LSG-Biotopkomplex am Ortsrand von Merzenich                                                | 12,96            | 555558733 | Position    | 2008                 |
|      | LSG-5305-0014 | LSG-Voreifel bei Buervenich und suedlich Schwerfen                                         | 176,75           | 555558734 | Position    | 2008                 |
|      | LSG-5305-0015 | LSG-Wollersheimer Stufenlaendchen                                                          | 150,68           | 555558735 | Position    | 2008                 |
|      | LSG-5305-0016 | LSG-Kalkeifel bei Weyer und Waldbereiche                                                   | 4263,14          | 555558736 | Position    | 2004                 |
|      | LSG-5305-0017 | LSG-Fliessgewaesser und Auen <LP Mechernich>                                               | 450,24           | 555558737 | Position    | 2004                 |
|      | LSG-5305-0018 | LSG-Mechernicher Voreifel bei Kommern                                                      | 4427,82          | 555558738 | Position    | 2004                 |
|      | LSG-5305-0019 | LSG-Mit besonderer Zweckbestimmung <LP Mechernich>                                         | 170,78           | 555558739 | Position    | 2004                 |
|      | LSG-5306-0001 | LSG-Fliessgewaesser, Auen und Hangbereiche im Bad Muenstereifeler Tal                      | 355,23           | 555558740 | Position    | 2008                 |
|      | LSG-5306-0002 | LSG-Strukturreiche Kulturlandschaft oestlich Arloff und Kirspenich                         | 237,37           | 555558741 | Position    | 2008                 |
|      | LSG-5306-0003 | LSG-Agrarlandschaft bei Kalkar                                                             | 245,25           | 555558742 | Position    | 2008                 |
|      | LSG-5306-0004 | LSG-Waelder im Naturraum Muenstereifeler Wald/Muenstereifeler Tal                          | 3879,14          | 555558743 | Position    | 2008                 |
|      | LSG-5306-0005 | LSG-Mit Befristung <LP Bad Muenstereifel>                                                  | 114,26           | 555558744 | Position    | 2008                 |
|      | LSG-5306-0006 | LSG-Bleibachaue                                                                            | 52,51            | 555558745 | Position    | 2008                 |
|      | LSG-5306-0007 | LSG-Waldkomplex Plenkseling / Frentzchesmaar                                               | 81,62            | 555558746 | Position    | 2008                 |
|      | LSG-5306-0008 | LSG-Billiger Wald                                                                          | 956,73           | 555558747 | Position    | 2007                 |
|      | LSG-5306-0009 | LSG-Voreifel bei Billig                                                                    | 701,19           | 555558748 | Position    | 2007                 |
|      | LSG-5306-0010 | LSG-Ortholz                                                                                | 27,65            | 555558749 | Position    | 2007                 |
|      | LSG-5306-0011 | LSG-Alter Burgberg und Hardt                                                               | 212,87           | 555558750 | Position    | 2007                 |
|      | LSG-5306-0012 | LSG-Voreifel bei Kirchheim                                                                 | 551,79           | 555558751 | Position    | 2007                 |
|      | LSG-5306-0013 | LSG-Erholungsgebiete Grossbuellesheim sowie Erftaue bei Euskirchen                         | 47,26            | 555558752 | Position    | 2007                 |
|      | LSG-5306-0014 | LSG-Mit Befristung <LP Euskirchen>                                                         | 53,08            | 555558753 | Position    | 2007                 |
|      | LSG-5306-0020 | LSG-Veybachtal                                                                             | 115,22           | 555558754 | Position    | 2007                 |
|      | LSG-5307-0001 | LSG-Erholungsgebiet Steinbachtalsperre                                                     | 150,02           | 555558755 | Position    | 2007                 |
|      | LSG-5307-0002 | LSG-Flamersheimer Wald                                                                     | 2001,24          | 555558756 | Position    | 2007                 |
|      | LSG-5307-0003 | LSG-Baeche und Auen bei Flamersheim                                                        | 103,66           | 555558757 | Position    | 2007                 |
|      | LSG-5307-0004 | LSG-Forst Schornbusch                                                                      | 576,17           | 555558758 | Position    | 2007                 |
|      | LSG-5307-0005 | LSG-Aue und Haenge des Steinbaches                                                         | 69,19            | 555558759 | Position    | 2007                 |
|      | LSG-5307-0006 | LSG-Oberer Schiefelsberg                                                                   | 6,78             | 555558760 | Position    | 2007                 |
|      | LSG-5403-0001 | LSG-Hellenthaler Wald                                                                      | 3982,00          | 555558762 | Position    | 2005                 |
|      | LSG-5404-0001 | LSG-Hollerather Hochflaeche                                                                | 3140,46          | 555558811 | Position    | 2005                 |
|      | LSG-5404-0002 | LSG-Schleiden                                                                              | 4595,16          | 555558812 | Position    | 2004                 |
|      | LSG-5404-0003 | LSG-Dreiborner Hochflaeche                                                                 | 662,13           | 555558813 | Position    | 2004                 |
|      | LSG-5404-0004 | LSG-An der Mode, nordoestlich Morsbach                                                     | 10,07            | 555558814 | Position    | 2004                 |
|      | LSG-5404-0005 | LSG-Lieberg suedlich Gemuend                                                               | 47,65            | 555558815 | Position    | 2004                 |
|      | LSG-5404-0006 | LSG-Burg Dreiborn                                                                          | 35,99            | 555558816 | Position    | 2004                 |
|      | LSG-5404-0007 | LSG-Im Schafsberg noerdlich Schafbergmuehle                                                | 2,29             | 555558817 | Position    | 2004                 |
|      | LSG-5404-0008 | LSG-Weiermuehle                                                                            | 4,48             | 555558818 | Position    | 2004                 |
|      | LSG-5404-0009 | LSG-Scheurener Berg                                                                        | 40,37            | 555558819 | Position    | 2004                 |
|      | LSG-5404-0010 | LSG-Haenge des Selbach- und Rosselbachtales bei Wintzen                                    | 16,70            | 555558820 | Position    | 2004                 |
|      | LSG-5404-0011 | LSG-Olefaue suedlich Oberhausen                                                            | 12,46            | 555558821 | Position    | 2004                 |
|      | LSG-5404-0012 | LSG-Haenge des Golbachtales bei Broich                                                     | 22,31            | 555558822 | Position    | 2004                 |
|      | LSG-5404-0013 | LSG-Urftaue und Gruenlandbereich bei Gemuend-Malsbenden                                    | 13,63            | 555558823 | Position    | 2004                 |
|      | LSG-5404-0014 | LSG-Urftaue zwischen Gemuend-Mauel und Kall Anstois                                        | 23,08            | 555558824 | Position    | 2004                 |
|      | LSG-5404-0015 | LSG-Olefaue im Bereich von Olef und noerdlich Schleiden                                    | 11,42            | 555558825 | Position    | 2004                 |
|      | LSG-5404-0016 | LSG-Kirchberg                                                                              | 51,17            | 555558826 | Position    | 2004                 |
|      | LSG-5404-0017 | LSG-Morsbachtal westlich Morsbach                                                          | 6,24             | 555558827 | Position    | 2004                 |
|      | LSG-5404-0018 | LSG-Quellbereich und Seitental des Juengselbaches suedwestlich Schoenesiffen               | 5,03             | 555558828 | Position    | 2004                 |
|      | LSG-5404-0019 | LSG-Magerwiesen und -weiden westlich Olef                                                  | 4,00             | 555558829 | Position    | 2004                 |
|      | LSG-5404-0020 | LSG-Rinkenbach und Seitentaeler oestlich Oberhausen                                        | 17,96            | 555558830 | Position    | 2004                 |
|      | LSG-5404-0021 | LSG-Magerwiesen und -weiden oestlich Olef                                                  | 5,54             | 555558831 | Position    | 2004                 |
|      | LSG-5404-0022 | LSG-Fliessgewaesser, Auen und steile Hangbereiche <LP Hellenthal>                          | 230,89           | 555558832 | Position    | 2005                 |
|      | LSG-5404-0023 | LSG-Mit besonderer Zweckbestimmung <LP Hellenthal>                                         | 97,68            | 555558833 | Position    | 2005                 |
|      | LSG-5404-0024 | LSG-Mit Befristung                                                                         | 171,42           | 555558834 | Position    | 2005                 |
|      | LSG-5405-0001 | LSG-Mechernicher Voreifelland noerdlich Kall                                               | 613,30           | 555558846 | Position    | 2005                 |
|      | LSG-5405-0002 | LSG-Soetenicher Kalkmulde                                                                  | 1973,16          | 555558847 | Position    | 2005                 |
|      | LSG-5405-0003 | LSG-Broicher Hochflaeche/Frohnrather Venn                                                  | 473,39           | 555558848 | Position    | 2005                 |
|      | LSG-5405-0004 | LSG-Hochflaeche der Soetenicher Kalkmulde westlich und suedlich Nettersheim                | 1134,15          | 555558849 | Position    | 2004                 |
|      | LSG-5405-0005 | LSG-Hochflaeche der Soetenicher Kalkmulde oestlich Nettersheim                             | 805,69           | 555558850 | Position    | 2004                 |
|      | LSG-5405-0006 | LSG-Kindshardt, Heisterbusch, Keldenicher Heide, Soetenicher Wald, Sistiger Wald           | 1059,04          | 555558851 | Position    | 2005                 |
|      | LSG-5405-0007 | LSG-Fliessgewaesser und Auen <LP Kall>                                                     | 296,43           | 555558852 | Position    | 2005                 |
|      | LSG-5405-0009 | LSG-Mit Befristung <LP Kall>                                                               | 11,96            | 555558853 | Position    | 2005                 |
|      | LSG-5406-0001 | LSG-Strukturreicher Gruenlandkomplex oestlich Iversheim                                    | 231,84           | 555558854 | Position    | 2008                 |
|      | LSG-5406-0002 | LSG-Strukturreiche Kulturlandschaft im westlichen Plangebiet                               | 1422,12          | 555558855 | Position    | 2008                 |
|      | LSG-5406-0003 | LSG-Zingsheimer Wald                                                                       | 345,91           | 555558856 | Position    | 2008                 |
|      | LSG-5406-0004 | LSG-Zingsheimer Wald                                                                       | 945,53           | 555558857 | Position    | 2004                 |
|      | LSG-5406-0005 | LSG-Blankenheimer Kalkruecken Nordost                                                      | 2208,99          | 555558858 | Position    | 2004                 |
|      | LSG-5406-0006 | LSG-Fliessgewaesser und Auen <LP Nettersheim>                                              | 277,65           | 555558859 | Position    | 2004                 |
|      | LSG-5406-0007 | LSG-Oberes Steinbachtal                                                                    | 30,73            | 555558860 | Position    | 2007                 |
|      | LSG-5407-0001 | LSG-Mutscheider Hochflaeche                                                                | 4890,83          | 555558861 | Position    | 2008                 |
|      | LSG-5407-0002 | LSG-Gruenlandgepraegte Quell- und Auenbereiche in der Mutscheider Hochflaeche              | 48,97            | 555558862 | Position    | 2008                 |
|      | LSG-5407-0003 | LSG-Geisenbach                                                                             | 24,45            | 555558863 | Position    | 2008                 |
|      | LSG-5407-0004 | LSG-Basaltkuppe Hochthuermen                                                               | 0,92             | 555558864 | Position    | 2008                 |
|      | LSG-5504-0001 | LSG-Losheimer Wald                                                                         | 1218,41          | 555558865 | Position    | 2005                 |
|      | LSG-5504-0002 | LSG-Wildenburger Hochflaeche                                                               | 1001,34          | 555558866 | Position    | 2005                 |
|      | LSG-5504-0003 | LSG-Udenbrether Heckenlandschaft                                                           | 708,93           | 555558867 | Position    | 2005                 |
|      | LSG-5504-0004 | LSG-Dahlemer Land                                                                          | 943,23           | 555558868 | Position    | 2003                 |
|      | LSG-5505-0001 | LSG-Blankenheimer Kalkruecken                                                              | 1058,09          | 555558869 | Position    | 2007                 |
|      | LSG-5505-0002 | LSG-Noerdlicher Blankenheimer Wald <LP Hellenthal>                                         | 866,73           | 555558870 | Position    | 2005                 |
|      | LSG-5505-0003 | LSG-Noerdlicher Blankenheimer Wald <LP Kall>                                               | 360,88           | 555558871 | Position    | 2005                 |
|      | LSG-5505-0004 | LSG-Offenland suedlich Krekel                                                              | 155,53           | 555558872 | Position    | 2005                 |
|      | LSG-5505-0005 | LSG-Blankenheimer Wald Nord suedlich von Nettersheim und suedoestlich von Buir und Tondorf | 2364,54          | 555558873 | Position    | 2004                 |
|      | LSG-5505-0006 | LSG-Dahlem                                                                                 | 6118,88          | 555558874 | Position    | 2003                 |
|      | LSG-5505-0007 | LSG-Auen, Hecken und Wiesen bei Schmidtheim, Dahlem, Berg und Kronenburg                   | 533,02           | 555558875 | Position    | 2003                 |
|      | LSG-5505-0008 | LSG-Eichholzruecken                                                                        | 811,38           | 555558876 | Position    | 2007                 |
|      | LSG-5505-0009 | LSG-Waelder der Kalkeifel                                                                  | 3615,39          | 555558877 | Position    | 2007                 |
|      | LSG-5505-0011 | LSG-Mit Befristung <LP Blankenheim>                                                        | 102,69           | 555558878 | Position    | 2007                 |
|      | LSG-5506-0001 | LSG-Waelder des noerdlichen Ahrberglandes                                                  | 667,06           | 555558879 | Position    | 2007                 |
|      | LSG-5506-0002 | LSG-Rohrer Kalkmulde                                                                       | 950,49           | 555558880 | Position    | 2007                 |
|      | LSG-5506-0003 | LSG-Dollendorfer Kalkmulde                                                                 | 2556,64          | 555558881 | Position    | 2007                 |
|      | LSG-5506-0004 | LSG-Freilinger See                                                                         | 14,86            | 555558882 | Position    | 2007                 |
|      | LSG-5604-0001 | LSG-Agrarlandschaft bei Losheim                                                            | 597,12           | 555558883 | Position    | 2005                 |
|      | LSG-5604-0002 | LSG-Kyllaue und Haenge                                                                     | 144,96           | 555558884 | Position    | 2003                 |
|      | LSG-5606-0001 | LSG-Ahrdorfer Kalkmulde                                                                    | 514,83           | 555558885 | Position    | 2007                 |